# Elmar Borrmann
Elmar Borrmann (ur. 18 stycznia 1957 w Stuttgarcie) – niemiecki szermierz, szpadzista, reprezentujący także RFN, trzykrotny medalista olimpijski i wielokrotny medalista mistrzostw świata. 
Na igrzyskach olimpijskich w Los Angeles w 1984 roku reprezentacja RFN w składzie: Elmar Borrmann, Volker Fischer, Gerhard Heer, Rafael Nickel i Alexander Pusch zdobyła złoto w turnieju drużynowym. Indywidualnie zajął szóste miejsce. Podczas rozgrywanych cztery lata później igrzysk olimpijskich w Seulu wspólnie z Volkerem Fischerem, Thomasem Gerullem, Alexandrem Puschem i Arndem Schmittem zdobył drużynowo srebrny medal. Indywidualnie nie startował. Następnie, jako reprezentant zjednoczonych już Niemiec, razem z Robertem Felisiakiem, Arndem Schmittem, Uwe Proske i Władimirem Riezniczenko zwyciężył w drużynie na igrzyskach olimpijskich w Barcelonie w 1992 roku. Brał również udział w igrzyskach olimpijskich w Atlancie w 1996 roku, zajmując 4. miejsce w zawodach drużynowych i 16. w indywidualnych.
Podczas mistrzostw świata w Melbourne w 1979 roku wspólnie z Alexandrem Puschem, Adrianem Germanusem, Hannsem Janą i Manfredem Beckmannem zdobył srebrny medal w zawodach drużynowych. W tej samej konkurencji zdobywał następnie złote medale na mistrzostwach świata w Sofii (1986) i mistrzostwach świata w Hadze (1995), srebrne podczas mistrzostw świata w Lozannie (1987), mistrzostw świata w Denver (1989), mistrzostw świata w Atenach (1994), mistrzostw świata w Kapsztadzie (1997) i mistrzostw świata w Seulu (1999) oraz brązowe na mistrzostwach świata w Budapeszcie (1991) i mistrzostwach świata w Essen (1993). Ponadto wywalczył złoty medal indywidualnie na mistrzostwach świata w Wiedniu w 1983 roku (pokonując w finale Szwajcara Daniela Gigera) oraz brązowy podczas mistrzostw świata w Clermont-Ferrand w 1981 roku (plasując się za Węgrem Zoltánem Székelym i Aleksandrem Możajewem z ZSRR).
Zdobył również srebrny medal indywidualnie na mistrzostwach Europy w Limoges w 1996 roku, przegrywając w finale z Rosjaninem Pawłem Kołobkowem.
Po zakończeniu kariery pracował jako broker. W 2019 roku został skazany przez sąd w Würzburgu na karę 2 lat pobawienia wolności w zawieszeniu za oszustwo finansowe.

## Starty olimpijskie (medale)
Los Angeles 1984
- szpada drużynowo –  złoto

Seul 1988
- szpada drużynowo –  srebro

Barcelona 1992
- szpada drużynowo –  złoto